# بمب‌گذاری مه ۲۰۱۶ غازی عینتاب
در روز اول ماه مه ۲۰۱۶ بر اثر حمله انتحاری و انفجار خودروی بمب‌گذاری شده در شهر غازی عینتاب ترکیه و در مقابل ستاد مرکزی پلیس ۲ تن از اعضای پلیس کشته و ۲۳ نفر از جمله ۱۹ پلیس و ۴ شهروند عادی زخمی شدند. عامل حمله نیز کشته شد.